# Please Be Honest
| Recensione     | Giudizio |
| -------------- | -------- |
| Piero Scaruffi |          |
| All Music      |          |
| Pitchfork      |          |
| Metacritic     |          |

Please Be Honest è il 23° album in studio del gruppo musicale statunitense Guided by Voices, pubblicato nel 2014 negli USA dalla Guided by Voices Inc.. Tutti i brani sono stati scritti da Robert Pollard che ha anche cantato e suonato tutti gli strumenti in ogni brano.

## Tracce
Testi e musiche di Robert Pollard.
1. My Zodiac Companion – 2:12
2. Kid On A Ladder – 1:47
3. Come On Mr. Christian – 2:04
4. The Grasshopper Eaters – 3:22
5. Glittering Parliaments – 2:27
6. The Caterpillar Workforce – 1:29
7. Sad Baby Eyes – 0:35
8. The Quickers Arrive – 2:56
9. Hotel X (Big Soap) – 3:01
10. I Think A Telescope – 2:30
11. Please Be Honest – 2:05
12. Nightmare Jamboree – 2:00
13. Unfinished Business – 1:30
14. Defeatists' Lament – 2:23
15. Eye Shop Heaven – 3:00

Durata totale: 33:21

## Formazione
- Robert Pollard